# Hammarö HC
Hammarö HC är en ishockeyklubb från Hammarö kommun i Värmland en mil från Karlstad. Klubben bildades 1972 och har som mål att vara en plantskola som levererar talanger till lag i högre divisioner. Förutom A-laget har föreningen har hockeyskola, flera ungdomslag, J18- och J20-lag.
De framgångsrikaste spelarna från Hammarö är Jonas Höglund, med NHL-karriär i Calgary Flames, Montreal Canadiens och Toronto Maple Leafs samt Oscar Klefbom som spelar i Edmonton Oilers.
Herrarnas A-lag har spelat i Division I när det var andradivisionen i Sverige säsongen 1986/1987. Dessutom har man spelat fem säsonger i Division 1 som tredjedivision: 1999/2000, 2000/2001, 2001/2002, 2002/2003 och 2007/2008. Bäst resultat nådde man 1999/2000 då man kvalificerade sig för Allettan Västra.